# Kasperle
Pour les articles homonymes, voir Kasper.
Kasperle, aussi Kasperl ou Kasper (bavarois : Káschberl, souabe et en alsacien : Kaschberle, suisse allemand : Chaschperli) est une marionnette issue de la tradition germanique, présente notamment en Allemagne, en Suisse alémanique, en Autriche et en Alsace dont les racines remontent au XVIIe siècle. 
Sa renommée est telle que le théâtre de Kasperle (Kasperltheater, en allemand) est synonyme de théâtre de marionnettes. Ce théâtre présente les personnages de Kasper, Gretel, Seppel, la princesse, le roi, la sorcière, le voleur et le crocodile. 
Kasper est le héros du théâtre de marionnette allemand. Le nom provient probablement d'un mot persan signifiant le « gardien du trésor ». Il existe une tradition qui prête le nom de Casper à  l'un des trois rois mages. Le personnage existe également dans le théâtre des mystères dans les églises du Moyen Âge.
Ses origines proviennent de Polichinelle, tout comme les marionnettes Punch and Judy, en Angleterre ou Guignol, en France.
La marionnette de Kasper, telle qu'elle est aujourd'hui connue est apparue pour la première fois à Munich en 1858 dans une pièce de théâtre de Franz von Pocci.  
En Alsace, le néologisme Kaschberlefunki a été popularisé par le youtubeur Kansas of Elsass dans sa vidéo parodique Rambo vom Elsass. Le mot désigne le téléviseur et est construit sur Kaschberle- et -funki qui désigne par métonymie la radio ou la télévision.